# Кляйнвальзерталь
Кляйнвальзерталь — долина в австрійській провінції Форарльберг і частина округу Брегенц. Вона є частиною муніципалітету Міттельберг і містить три села уздовж річки Брайтах. Через географічне розташування в Альгейських Альпах з його альпійським рельєфом Кляйнвальзерталь не має прямого транспортного сполучення з рештою Форарльберга. Доступ до нього доступний лише через Оберстдорф (Німеччина), а тому є австрійським «практичним ексклавом» або «пене-ексклавом».

## Етимологія
Назва долини походить від вальзерів, які переселилися туди з Вале (нім. Wallis) у XIII столітті (див. також «Гросс-Вальцерталь»).

## Географія

### Фізична географія
Кляйнвальзерталь — це висока долина в Альгейських Альпах, розташована на сході Форарльберга. Річка Брайтах протікає через всю долину і живиться кількома притоками, які витікають з бічних долин Кляйнвальзерталя. 
Кляйнвальзерталь майже повністю оточений високими горами Альгейських Альп, які є частиною Східних Альп. Їх найвищою точкою є Гросер Віддерштайн (2533 м), другою за висотою є гора Хохер Іфен (2230 м), третьою — Канцельванд (2058 м).

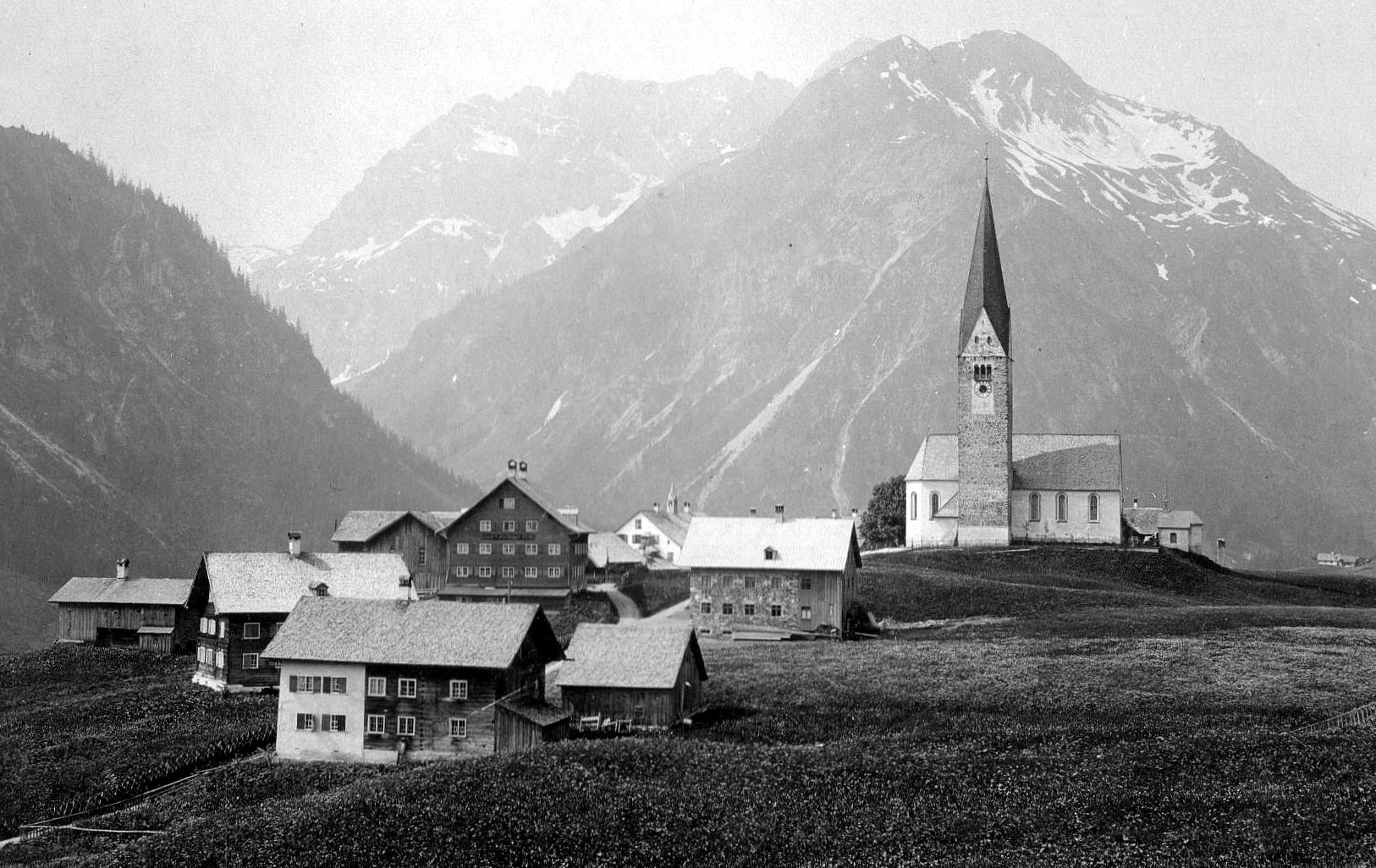
Міттельберг, 1900 рік

Кляйнвальзерталь відрізана від решти Австрії. Транспортне сполучення існує лише до баварського міста Оберстдорф. 
Питна вода надходить із п'яти основних джерел долини, а саме Kaltes Bächle («Chalta Bächle») у Міттельберзі, Humbachquelle, Walmendingerquellen, Quelle Sattelalp та Quelle Lüchle. Станом на 2021 рік якість води була відмінною.

### Політична географія
Кляйнвальзерталь включає частину муніципалітету Міттельберг і складається з трьох сіл, які розташовані вздовж річки Брайтах: Міттельберг, Хіршег і Різлерн.
Офіційна назва всього цього муніципалітету — Міттельберг за першим населеним пунктом. На площі 96,82 кв. км. проживає 4902 жителя, відповідно щільність населення становить майже 51 житель на квадратний кілометр (станом на 31 березня 2016).

## Історія
Знахідки наконечників стріл і кам'яних знарядь свідчать про поселення людини в кам'яному віці, 7000 років до нашої ери. У Беренкопфі була знайдена невелика шахта радіоляриту. Його добували для виготовлення кам’яних знарядь праці та наконечників стріл. 
У 1270 році Кляйнвальзерталь заселили вальзери, група людей, які мігрували з території сучасної Швейцарії. Це алеманське походження все ще відрізняє жителів від мешканців навколишніх громад своїм діалектом.
З 1891 до 1995 року Кляйнвальзерталь користувалася митним союзом з Німеччиною, вільним кордоном і використовувала німецькі марки як валюту. З моменту вступу Австрії до Європейського Союзу в 1995 році, підписання Шенгенської угоди (1997) і введення євро (2002) цей особливий статус більше не застосовується. 
Зі вступом до ЄС товари з Австрії мали проходити митне очищення в Німеччині або сплачувати податок на імпортний обіг, тоді як німецькі товари були звільнені від податків. До запровадження євро податки повинні були сплачуватися до австрійської податкової служби в німецьких марках. Спеціальний тариф також застосовувався до Swiss Post. Відправлення до Австрії розраховувалися відповідно до внутрішніх тарифів Австрійської пошти, а до Німеччини мали відправлятися внутрішніми портами Федеральної пошти.
У 1954 році громадське питне водопостачання долини було утворене шляхом створення джерела Kaltes Bächle в муніципалітеті Міттельберг.

## Економіка і туризм
Найважливішою галуззю у XX столітті було сільське господарство, яке зараз має незначне значення. Станом на 2015 рік важливу роль відіграє туризм, оскільки вже в 1960 році кількість ночівель досягла мільйона. У 2015 році було 792 026 ночівель влітку та 816 240 взимку 2015/2016.
Мобільність у долині забезпечується автобусом Walserbus, який є безкоштовним для туристів, які сплачують туристичний збір через картку Walsercard.

### Зимовий туризм
Лижний спорт є основою зимового туризму в Кляйнвальзерталь, але тут також можна зайнятись скі-альпінізмом та легкими зимовими походами. Велике значення туризму також відображається в інфраструктурі зимових видів спорту. У долині є можливість скористатися 30 гірськолижними підйомниками, 6 крісельними підйомниками та 2 канатними дорогами. Перша гірська залізниця долини, Канцельвандбан, була завершена в Різлерні в 1955 році. Залізниця, оновлена в 1989 році, перевозить туристів на висоту 1957 м над рівнем моря. Гірськолижний район Канцельванд — Фельхорн складається з 13 об'єктів, деякі з яких є сучасними.

### Літній туризм
Влітку туристи приїжджають у гірські походи. Є також два дуже популярні альпіністські маршрути (Міндельхаймер Клеттерштайг і Цвайєнланд Клеттерштайг) на кордоні з сусідньою комуною Оберстдорф, до яких здебільшого можна дістатися через Кляйнвальзерталь завдяки коротшому маршруту і легшій доступності.

## Культура
Literaturfest Кляйнвальзерталь — це заснований у 2017 році літературний фестиваль, під час якого проходять лекції, майстер-класи, поетичні слеми та виставки. Фестиваль проходить восени. Подія має на меті об’єднати авторів та громадськість. Проект у рамках фестивалю — це віртуальна пішохідна стежка, яка являє собою легкий похід тривалістю дві години. За допомогою текстів він прагне зблизити людей на шляху, розмити межі між письменниками та читачами.
Станом на 2019 рік місцевий футбольний клуб SV Kleinwalsertal є одним із небагатьох клубів у Центральній Європі, які виступають у місцевій лізі за межами країни клубу. Вони грають у 10-му розряді A-Klasse Allgäu 4.